# Max Heyckendorf
Max Heyckendorf (* 11. Juli 1896 in Hamburg; † 20. Dezember 1979 in Hamburg) war ein deutscher kommunistischer Widerstandskämpfer gegen den Nationalsozialismus und NS-Opfer.

## Leben
Heyckendorf wuchs in einfachen sozialen Verhältnissen in Hamburg auf. Nach dem Besuch der Volksschule erlernte er den Beruf des Maschinenschlossers. Beschäftigt war er als Autoschlosser. Max Heyckendorf heiratete am 28. August 1920 Helene Bendixen, die am 31. Mai 1921 ihren Sohn Günther zur Welt brachte. Bereits in den Anfangsjahren der Weimarer Republik trat Heyckendorf in die Kommunistische Partei Deutschlands (KPD) ein, der auch seine Frau angehörte. Von 1925 bis 1932 war Ehemann Max als Kraftwagenfahrer bei der Firma Otto F. Wildgruber beschäftigt.
Nach der Machtübertragung an die NSDAP 1933 schloss sich Max der Widerstandsgruppe Bästlein-Jacob-Abshagen an. Seine Aufgabe wurde es, für Verfolgte Fluchtwege nach Skandinavien zu organisieren. Nach einer längeren Zeit der Arbeitslosigkeit, unterbrochen durch kurzzeitige Anstellungen, wurde er 1938 in der Maschinenfabrik Gall & Seitz, Kleine Grasbrook, Vogelreth 2/4 als Maschinenschlosser angestellt.

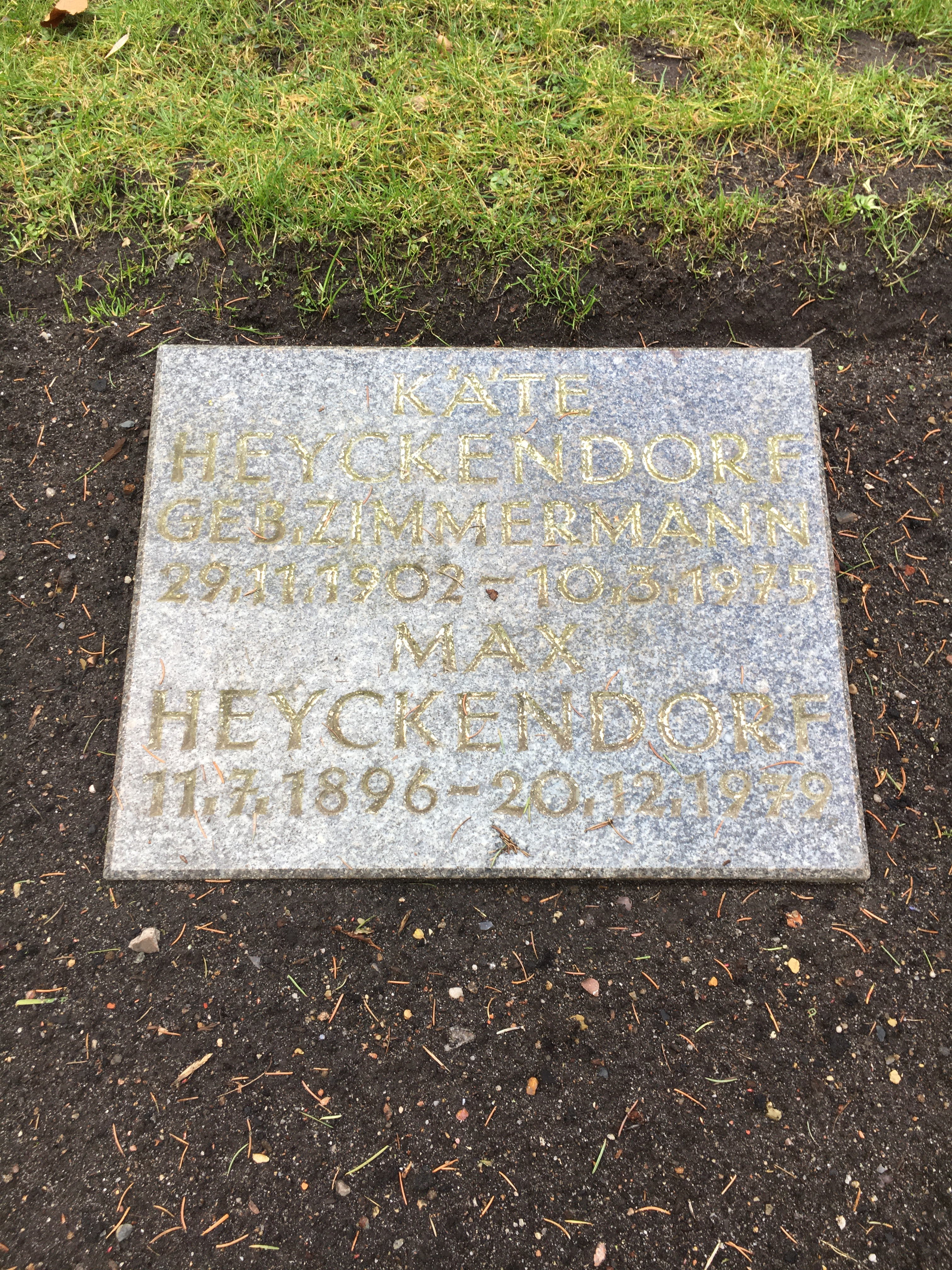
Grabstätte auf dem Friedhof Ohlsdorf

Im Herbst 1942 – nach seinen eigenen späteren Angaben am 18. November – wurde er in einer ersten Verhaftungswelle von der Gestapo in „Schutzhaft“ genommen auf Veranlassung von Gestapo-Sekretär Henry Helms als Leiter der Abteilung IIa, der für die „Bekämpfung des Kommunismus/Marxismus“ zuständig war. Während des Strafverfahrens wurde er in das Untersuchungsgefängnis am Holstenglacis verlegt. Nach der großflächigen Bombardierung Hamburgs Ende Juli bis Anfang August 1943 wurden zahlreiche Untersuchungsgefangene vorübergehend entlassen, weil ihre Zellen großenteils zerstört waren und ihre Versorgung nicht mehr möglich wurde. Zu ihnen gehörte auch Heyckendorf, der sich entschloss, diese Gelegenheit zu nutzen und unterzutauchen. Eine Zeitlang wurde er zusammen mit Gustav Bruhn von der Kommunistin Käthe Tennigkeit versteckt gehalten. Weil die Gestapo den Aufenthaltsort von Heyckendorf nicht ermitteln konnte, hielten sich die Beamten an seine Frau Helene. Die Gestapo-Agentin Polze horchte Heyckendorfs Ehefrau aus, ohne entscheidende Hinweise zum Verbleib ihres Mannes zu erhalten. Heimlich sammelten Ehefrau und Sohn Lebensmittel für den versteckten Familienvater, die ihm Sohn Günther heimlich überbrachte. Nachdem alles Aushorchen erfolglos geblieben war, wurde Helene am 22. Dezember 1944 an Stelle ihres Mannes in Geiselhaft genommen, am 19. April 1945 mit weiteren zwölf Frauen in das KZ Neuengamme deportiert und dort drei Tage später ohne Gerichtsverfahren gehenkt. Auch ihr Sohn Günther wurde durch einen anderen Agenten, der in ihrer Wohnung einquartiert wurde, ausgehorcht, um den Aufenthaltsort seines Vaters in Erfahrung zu bringen. Heyckendorfs Sohn Günther, der den Ort kannte, entzog sich der Gefahr gefoltert zu werden, ebenfalls durch die Flucht und tauchte unter. Auch er wurde noch kurz vor Kriegsende verhaftet, konnte aber nach dem Einmarsch der britischen Truppen aus dem Gefängnis befreit werden.
Nach der Befreiung vom NS-Regime arbeitete Max Heyckendorf als Angestellter der Landesversicherungsanstalt. Seine Erfahrungen aus Widerstand und Verfolgung gab er in der Vereinigung der Verfolgten des Naziregimes (VVN-BdA) weiter.
Max Heyckendorf verstarb 83-jährig und wurde auf dem Friedhof Ohlsdorf beigesetzt. Dort ruht er im Ehrenfeld der Geschwister-Scholl-Stiftung. 